# Fontes Hispaniae Antiquae
Pour les articles homonymes, voir FHA.
Les Fontes Hispaniae Antiquae (FHA) sont une œuvre en plusieurs volumes, pour compiler tous les textes antiques et du haut Moyen Âge se référant à l'Hispanie.

## Objectif
Le projet est initié par Adolf Schulten, avec le soutien de l'université de Barcelone et du spécialiste catalan de la Préhistoire, Pedro Bosch-Gimpera. Adolf Schulten essaie de créer pour la péninsule Ibérique une œuvre similaire au Monumenta Germaniae Historica. Jusqu'alors la compilation la plus importante pour cette péninsule est celle de Nicolás Antonio en 1696.
La publication des Fontes Hispaniae Antiquae a grandement contribué au lancement des études d'histoire antique de l'Espagne. Entre 1922 et 1959, avec l'appui de l'université de Barcelone et la collaboration de spécialistes de la Préhistoire comme Pedro Bosch-Gimpera et Lluís Pericot García, sont publiés les volumes I à VI et VIII à IX avec la collaboration de Roberto Grosse pour ces deux derniers ouvrages.
Adolf Schulten meurt en 1960 sans voir terminée cette œuvre. En 1987, le numéro manquant, c'est-à-dire le VII, est publié grâce à Juan Maluquer de Motes (avec Virgilio Bejarano). Cet ouvrage est dédié aux textes de Pomponius Mela, de Pline l'Ancien et de Ptolémée, il paraît 65 ans après le projet qu'Adolf Schulten initia.

## Volumes
- (es) Adolf Schulten, FHA I : Avieni ora maritima (Periplus Massiliensis saec. VI a. C.) con un mapa plegado al final, Barcelone, 1922.
- (es) Adolf Schulten, FHA II : (Las fuentes de) 500 a. de J.C. hasta César, Barcelone, 1925 (lire en ligne).
- (es) FHA III: Las guerras de 237-154 a. de J.C., publié par Adolf Schulten et Pedro Bosch-Gimpera : édition et commentaire par Adolf Schulten, Barcelone, 1935.
- (es) FHA IV: Las guerras de 154-72 a. de J.C., édition et commentaire par Adolf Schulten, Barcelone, 1937.
- (es) FHA V: Las guerras de 72-19 a. de J.C., publié par Adolf Schulten et Lluís Pericot García, édition et commentaire par Adolf Schulten, Barcelone, 1940.
- (es) FHA IX: Las fuentes de la época visigoda y bizantina, édition et commentaire par Roberto Grosse, Barcelone, 1947.
- (es) FHA VI: Estrabón. Geografía de Iberia, édition, traduction et commentaire par Adolf Schulten, Barcelone, 1952.
- (es) FHA VIII: Las fuentes desde César hasta el siglo V d.de J.C., édition et commentaire par Adolf Schulten, Barcelone, 1959.
- (es) FHA VII: Hispania Antigua según Pomponio Mela, Plinio el Viejo y Claudio Ptolomeo, édition, indices et traduction par Virgilio Bejarano ; prologue de Juan Maluquer de Motes y Nicolau, Barcelone, 1987.